# Municipio de Cherokee (Iowa)
El municipio de Cherokee (en inglés: Cherokee Township) es un municipio ubicado en el condado de Cherokee en el estado estadounidense de Iowa. En el año 2010 tenía una población de 5932 habitantes y una densidad poblacional de 63,65 personas por km².

## Geografía
El municipio de Cherokee se encuentra ubicado en las coordenadas 42°46′27″N 95°33′46″O / 42.77417, -95.56278. Según la Oficina del Censo de los Estados Unidos, el municipio tiene una superficie total de 93.2 km², de la cual 93.11 km² corresponden a tierra firme y (0.09%) 0.09 km² es agua.

## Demografía
Según el censo de 2010, había 5932 personas residiendo en el municipio de Cherokee. La densidad de población era de 63,65 hab./km². De los 5932 habitantes, el municipio de Cherokee estaba compuesto por el 95.36% blancos, el 0.96% eran afroamericanos, el 0.25% eran amerindios, el 0.78% eran asiáticos, el 0.15% eran isleños del Pacífico, el 1.35% eran de otras razas y el 1.15% pertenecían a dos o más razas. Del total de la población el 2.92% eran hispanos o latinos de cualquier raza.